# Оводо
Оводо — последний огисо («правитель небес») средневекового бенинского государства Игодомигодо (Бенин), правивший с 1-й половины XII века до около 1150 года.

## Происхождение
Оводо принадлежал к династической линии потомков огисо Ориагба «Первой династии» бенинских правителей государства Игодомигодо и был сыном огисо Аригхо.

## Авторитарное правление в условиях кризиса
Правление последнего огисо («правителя небес») Оводо в устной исторической традиции бини представлено исключительно в черных красках. Ему ставится в вину стремление к авторитарному правлению и единоличному распоряжению финансами, что неизбежно привело его к конфликту с влиятельными вождями общин и главами кланов. Оводо пришёл к власти во времена политического упадка, вызванного серьёзными экономическими проблемами и глубоким системным кризисом традиционной модели общества бини, оформившейся в эпоху «Первой династии». К моменту прихода к власти Оводо политический вес династической линии Ориагба ощутимо снизился. Этот процесс начался ещё в период правления непосредственных предшественников Оводо — при огисо Охуэде и при его потомках огисо Одува, Обиойе и Аригхо, достигнув своего пика ко дню воцарения Оводо. Придворные историки сообщают, что при Охуэде экономику государства бини охватила колоссальная «инфляция», для борьбы с которой в страну стали нелегально ввозить раковины каури для использования в качестве денег. Возможной причиной финансового кризиса могло быть снижение доходов казны от сбора дани с населения вождеств, общин и зависимых поселений, что было следствием ослабления власти последних огисо из рода Ориагба. Далее устная историческая традиция повествует о длившихся семь лет страшных неурожаях и охватившем страну голоде, что имело место в последние годы правления огисо Обиойе и весь срок царствования Аригхо. В стране продолжала расти «инфляция», с которой Аригхо пытался бороться при помощи повышения налогов: согласно устной традиции, Аригхо «оставил своему наследнику казну в виде „семи мер денег-каури“, которые он собрал благодаря введенному им как мера инфляционного контроля „двойному налогообложению“».
Затянувшийся экономический кризис, ослабление власти огисо и попытки Оводо авторитарными методами утвердить своё положение вызывали всё большее недовольство глав подчинённых ему вождеств, которые стремились отстранить от власти представителей рода Ориагба, чтобы самим побороться за престол либо получить полную независимость от верховной власти огисо. Политическая система общества бини последовательно разрушалась. В этой ситуации у Оводо, лишившегося поддержки коллегии вождей-выборщиков (эдионэвбо), не оставалось иного выбора, кроме как пытаться править единолично. Это, в свою очередь, вступило в противоречие с традиционной общинной политической культурой бини, базирующейся на принципе коллективизма в управлении государством и обществом, который безусловного и неукоснительно должен был соблюдаться верховным правителем. Оводо, отступивший от соблюдения этого принципа, оказался в глазах современников и потомков единственным виновником постигших страну бедствий, в то время как ушедшие в оппозицию эдионэвбо заняли в общественном мнении положение благородных ревнителей завещанных предками традиционных ценностей, принципов и методов управления народом бини.

## Внутрисемейные интриги и свержение
Несмотря на то, что конец «Первой династии» в середине XII века стал закономерным результатом острейшего системного кризиса государства бини, устная историческая традиция в качестве основной причины этого называет отрицательные индивидуальные качества Оводо и специфические межличностные отношения между последним огисо и его окружением. Хотя у Оводо было много жен, только одна из них, Имаде, родила ему сына, которого назвали Экаладерхан. Желая узнать причины своего бесплодия, обитательницы гарема Оводо во главе с его старшей женой по имени Эсагхо решили обратиться к оракулу. Эсагхо убедила Оводо позволить ей посетить оракула одной от имени всех его бездетных жён. Представ перед оракулом, Эсагхо скрыла от него своё имя и положение в гареме. Ответ оракула не устроил Эсагхо — оказывается именно она была причиной бесплодия остальных жён Оводо и для исправления ситуации оракул советовал прибегнуть к ритуальному умерщвлению Эсагхо. Вернувшись к Оводо, Эсагхо по-своему изложила ему ответ оракула: по её словам, виновником бесплодия жён огисо был его единственный сын Экаладерхан и только после его смерти женщины из гарема Оводо будут способны рожать детей.
Поначалу Оводо отказался лишить жизни сына, но после долгих уговоров Эсагхо решил изгнать Экаладерхана и его мать из своих владений. По другой версии, Оводо объявил о казни Экаладерхана, а сам тайно изгнал его. Сын Оводо отправился на побережье Гвинейского залива, где основал поселение Гвато (Уготон), ставшее впоследствии значимым городом-портом (предание об основании Гвато принцем Экаладерханом было впервые записано в конце XIX века английским торговцем Сирилом Панчем). Изгнание Экаладерхана, однако, не помогло — жены Оводо продолжали оставаться бесплодными. Они вновь отправились к оракулу, на этот раз без Эсагхо, и узнали истинного виновника своих бед. Когда об этом донесли Оводо, он незамедлительно приказал казнить Эсагхо и отправил к сыну посланцев с просьбой вернуться домой, однако смертельно обиженный Экаладерхан категорически отказался возвращаться. Придя в ярость от отказа сына, Оводо послал на Гвато войско, но оно попало в засаду и было разбито (по другой версии событий, прибывшие в Гвато войска не застали там Экаладерхана). Отказ Экаладерхана вернуться домой и разгром им отцовского войска были использованы вождями-выборщиками (эдионэвбо) в качестве основания для лишения единственного сына Оводо права престолонаследия. В результате эдионэвбо удалось прервать династическую линию потомков Ориагба, поскольку других сыновей у Оводо так и не родилось. Затем пришла очередь и самого Оводо — он был свергнут после того как казнил некую беременную женщину, что в представлениях вождей и народа являлось тягчайшим преступлением. Лишённый власти Оводо удалился в расположенное неподалеку от столицы селение Ихимвинрин, где и умер в нищете. Правление Оводо окончательно дискредитировало традиционную социально-политическую модель общества бини, что привело к упразднению монархического института огисо и одноимённого титула. 
Исходя из того, что большинство исследователей относят правление «Первой династии» приблизительно к 900—1150/1170 годам, можно заключить, что последний огисо Оводо был свергнут около 1150 (или около 1170) года. Сведения о наступившем после низложения Оводо периоде междуцарствия чрезвычайно скудны и малодостоверны. Придворный бенинский историк Джекоб У. Эгхаревба на основании анализа устных исторических преданий бини писал: «Оводо был свергнут за плохое правление рассерженным народом, который затем назначил Эвиана главой правительства страны ввиду его прошлых заслуг перед людьми… На несколько лет после свержения Оводо, последнего огисо, наступило междуцарствие, и нижеуказанные народные лидеры: Эвиан и его сын Огиамвен последовательно возглавляли правительство. В то время страна была известна под названием „Игодомигодо“. Эвиан был одним из наиболее влиятельных людей в Бенине в годы правления Оводо, последнего огисо».